# Мальк-Герен
Мальк-Герен (нім. Malk Göhren) — громада в Німеччині, розташована в землі Мекленбург-Передня Померанія. Входить до складу району Людвігслуст-Пархім. Складова частина об'єднання громад Деміц-Малліс.
Площа — 22,56 км2. Населення становить 402 ос. (станом на 31 грудня 2020).